# Guy Simonds
El tinent general Guy Granville Simonds CC, CB, CBE, DSO, CD (23 d'abril de 1903 - 15 de maig de 1974) va ser un oficial superior de l'exèrcit canadenc que va servir amb distinció durant la Segona Guerra Mundial, on va comandar la 1a Divisió d'Infanteria canadenca i el II Cos canadenc. El 1951, amb només 48 anys, va ser nomenat cap de l'estat major general, el membre més alt de l'exèrcit canadenc, càrrec que va ocupar durant quatre anys.

## Familia
Guy va néixer a Ixworth, a prop de Bury St Edmunds, Suffolk, Anglaterra, el 24 d'abril de 1903.
Simonds provenia d'una família militar: el seu besavi havia estat a l'exèrcit de la Honorable Companyia de les Índies Orientals, el seu avi havia estat un major general a l'exèrcit de l'Índia britànica i el seu pare un oficial al regiment reial de Artilleria de l'exèrcit britànic. La família Simonds estava relacionada amb Ivor Maxse i Lord Milner. Per la seva part materna, el seu avi William Easton era un ric criador de cavalls Virginians, que s'havia traslladat a Anglaterra, llogant l'abadia d'Ixworth. Eleanor "Nellie" Easton, la seva mare, era una de les cinc filles, quatre de les quals es van casar amb oficials de l'exèrcit.
El seu pare Cecil, major, va renunciar a l'exèrcit britànic a la tardor de 1911 (quan Guy tenia 9 anys) i es va traslladar amb la seva família a la Columbia Britànica, treballant com a agrimensor per a un ferrocarril. Les expectatives de Cecil de tenir la seva pròpia empresa d'enquestes es van veure frustrades per l'exigència de passar els exàmens professionals locals. Reincorporant-se a l'exèrcit a l'inici de la Primera Guerra Mundial, Cecil va resultar ferit el 1918 i va ser desmobilitzat el 1919 amb el grau de coronel. La família va passar la guerra en una casa llogada a Victoria. La mare de Guy va haver de vendre les possessions familiars. Guy va haver de deixar dos anys a l'escola als catorze anys per ajudar a la seva família. Graham especula que el període de paternitat el va convertir en un "solitari" i autosuficient.
Simonds tenia tres germans, Cicely, Peter i Eric. Eric (anecdòticament un excel·lent tirador de fusell, després d'haver guanyat premis a Bisley) es va convertir en pilot de prova, però va morir en un accident aeri fora de Felixstowe el juliol de 1937 a Miles Magister mentre feia servei amb l'A&AEE a Anglaterra. Cicely va treballar com a secretari a l'Almiralitat durant la guerra. El i la seva filla van morir per un atac de V-1 (bomba voladora) el juny de 1944, durant la Segona Guerra Mundial.

## Educació
Simonds va assistir al Collegiate School a Victoria i després al Ashbury College a Ottawa a partir del 1919. El menjador de la universitat porta el seu nom.
Va estudiar al Col·legi Militar Reial del Canadà, a Kingston, Ontario, entre 1921 i 1925, número de cadet 1596. La classe de Simonds va ser la darrera que va ser seleccionada entre els exàmens nacionals (se li va col·locar el segon lloc a Simonds) i el primer després de la guerra per entrar a un curs de quatre anys. A la graduació va ser guardonat amb l'Espasa d'Honor, jutjat com el millor "tot arrodonit", col·locat segon acadèmicament, i generalment es considerava el millor genet de la classe.
Es va incorporar a l'exèrcit canadenc i va ser comissionat el 1926 com a segon tinent en la Royal Canadian Horse Artillery, servint primer amb la B Battery a Kingston, després a Battery C a Winnipeg. El setembre de 1932 (poques setmanes després del casament) amb el rang de capità en funcions, va assistir al Long Gunnery Staff Course d'Anglaterra. Va ser acompanyat a Anglaterra per la seva dona, i el seu primer fill va néixer allà. Va tornar a Kingston el 1934. El 1936 i el 1937 va assistir al Staff College, Camberley. Promogut a major, va tornar al Col·legi Militar Reial del Canadà com a professor associat d'Artilleria i més tard com a instructor en Tàctica.
Durant els anys anteriors a la guerra anterior, Simonds i Eedson Louis Millard Burns, van debatre conceptes a les pàgines del Canadian Defence Quarterly.

## Carrera durant le guerra
El 1939 es va convertir en OSG II (operacions) amb la 1a Divisió d'Infanteria Canadenca i va ser enviat al Regne Unit al desembre, tres mesos després de l'esclat de la Segona Guerra Mundial. El juliol del 1940, va passar a ser oficial comandant del 1r Regiment de Camp, Royal Canadian Artillery, el seu primer comandament des que va deixar C Battery. El novembre de 1940 va ser nomenat comandant del Canadian Junior War Staff Staff Course (un programa intensiu de 14 setmanes que comprimia un any del curs de Camberly), destinat a cobrir l'escassetat d'oficials d'estat major entrenats. A continuació, es va convertir en la OSG I amb 2a divisió d'infanteria canadenca sota Victor Odlum.
Poc després, a l'agost de 1941, es va fer càrrec de l'Estat Major de brigada del I Cos canadenc sota Andrew McNaughton i George Pearkes. Més tard va ser confirmat com a brigadier i va romandre en el càrrec de BGS sota Harry Crerar fins a mitjans de juliol de 1942. Crerar, però, s'havia oposat a la designació de Simonds i va considerar la seva destitució. Durant la seva etapa com a BGS, es van dur a terme nombrosos exercicis, inclòs Bumper al setembre de 1941 i Tiger al maig de 1942, amb Simonds que va atraure l'atenció del tinent general britànic Bernard Montgomery en ambdues ocasions.
Els mesos de juliol i agost de 1942, Simonds va participar en la planificació d'un atac avortat inspirat per Churchill- a Noruega, anomenat amb el nom de "Júpiter", evitant així la debacle del raid de Dieppe. El setembre del 1942, va ser fet comandant de la 1a Brigada d'Infanteria a la 1a Divisió d'Infanteria Canadenca.
El gener de 1943, Simonds es va convertir en cap d'estat major del Primer Exèrcit canadenc, servint novament sota McNaughton. L'Exèrcit va funcionar malament a l'Exercici Espartà (març de 1943). Simonds va suggerir que McNaughton separés les seves funcions "polítiques" (CMHQ) de la seu de "combat" (Primer Exèrcit canadenc). McNaughton es va enfadar i, en 48 hores, Simonds va ser traslladat al Vuitè exèrcit britànic, sota Montgomery, després a combatre a Tunísia.

### Sicília i Itàlia
El 20 d'abril de 1943 (tres dies abans del seu quaranta aniversari) Simonds va ser ascendit a major general i nomenat oficial general al comandament (COG) de la 2a divisió canadenca d'infanteria, havent estat promogut de major a major general en només tres anys i mig (més ràpidament que qualsevol altre oficial de l'exèrcit canadenc). Només nou dies després va ser traslladat al comandament de la 1a divisió canadenca d'infanteria, en substitució del major general Harry Salmon que havia mort en un accident d'aviació quan planejava l'operació Husky, la invasió aliada de Sicília.

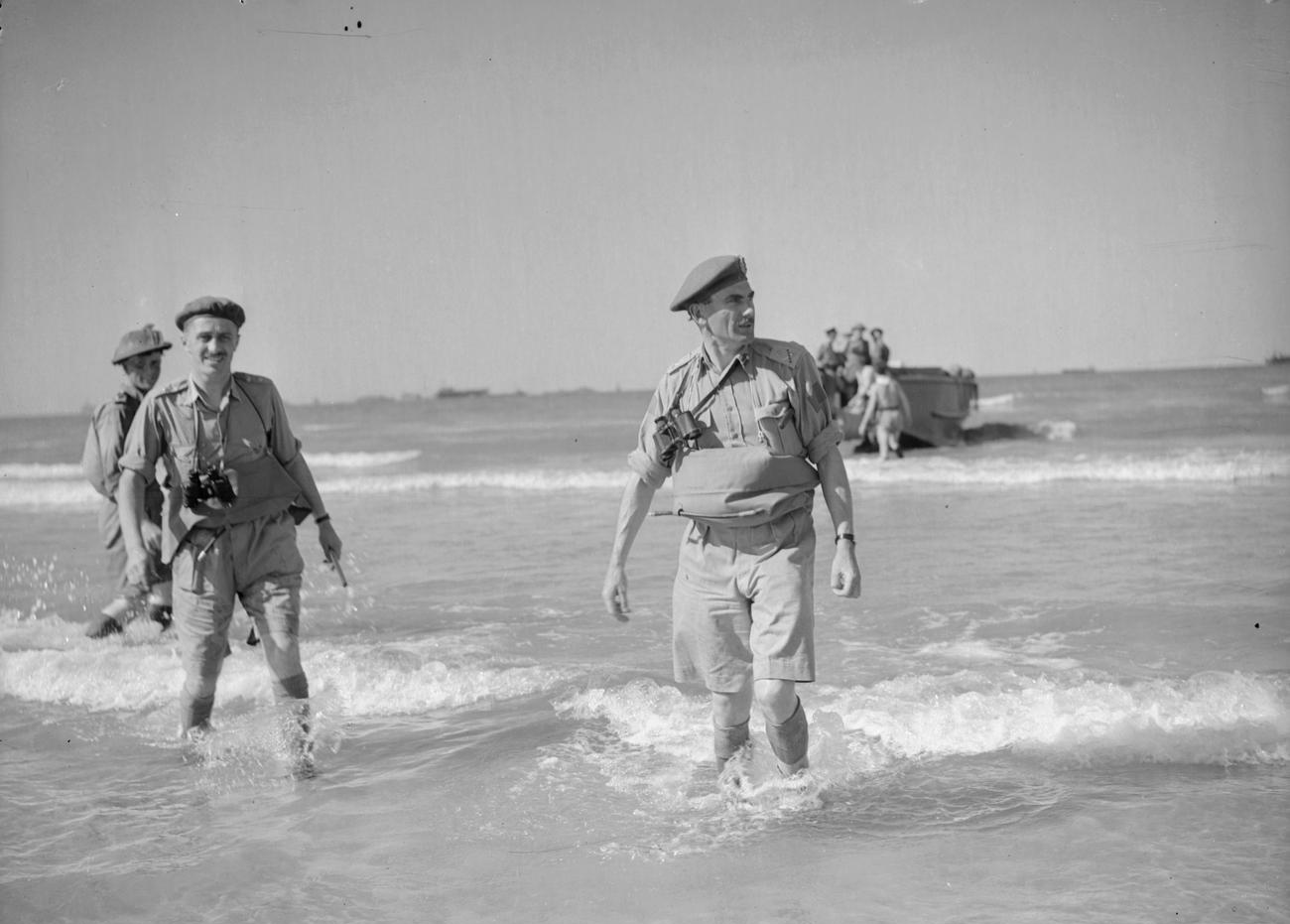
El major general Guy Simonds, al comandament de la 1a divisió d'infanteria canadenca, arribant a terra a Sicília, juliol de 1943

En aquest darrer càrrec va dirigir la 1a Divisió Canadenca per la invasió de Sicília. La divisió es va posar sota el comandament del XXX Cos britànic, al costat de la veterana 51a divisió d'Infanteria (Highland), comandada pel tinent general Oliver Leese. El XXX Cos formava part del Vuitè Exèrcit britànic, sota el comandament del general Sir Bernard Montgomery. Amb només 40 anys, era l'oficial canadenc més jove que dirigia una divisió en acció. Va entrar en combat per primera vegada el 16 de juliol de 1943 després de gairebé 17 anys de servei a l'Exèrcit canadenc. Montgomery va quedar impressionat de la manera com Simonds havia comandat la primera divisió a Sicília, marcant-lo com un home destinat a comandaments superiors. L'historiador canadenc Desmond Morton va escriure que Simonds s'havia demostrat a Montgomery a Sicília com «... un comandant de camp capaç com cap altre canadenc compliria els estàndards de Monty». A Agira i Regalbuto, Simonds guanyà "costoses i difícils batalles" sobre la Wehrmacht que utilitzava el terreny muntanyós de Sicília per al seu avantatge. Les victòries no van ser barates, ja que la 1a Divisió va patir 2.310 baixes a Sicília, perdent 562 homes morts amb la resta ferits o presoners.
La campanya a Sicília s'acabà a mitjans d'agost i, després d'un breu descans, el 3 de setembre de 1943 Simonds i la 1a Divisió canadenca, ara servint al costat de la 5a Divisió d'Infanteria britànica com a part del XIII cos britànic, comandat pel tinent general Miles Dempsey (de qui Simonds tindria una alta opinió), va desembarcar a la part continental d'Itàlia a l'operació Baytown, part de la invasió aliada d'Itàlia. Després d'una lleugera resistència, la divisió va patir només nou baixes el primer dia.
Caigut malalt el 22 de setembre, fou substituït com a comandant de la 1a divisió canadenc pel brigadier Christopher Vokes, antic comandant de la 2a Brigada d'Infanteria Canadenca. Posteriorment, va ser nomenat GOC de la recentment arribada 5a Divisió canadenca (blindada) quan va arribar al front italià el novembre de 1943. Simonds ho va veure, juntament amb l'arribada del tinent general Harry Crerar i del I Cos canadenc, com una degradació, tot i que aquesta no era la intenció de CMHQ. Montgomery volia que Simonds comandés una divisió blindada per donar-li experiència al comandament de tancs, tot i que el terreny muntanyós d'Itàlia no era el millor lloc. La seva primera reunió amb Crerar va anar malament (possiblement tensada per la malaltia de Simonds), i les relacions es van deteriorar encara quan Simonds va expulsar un oficial enviat per Crerar per mesurar la seva caravana a Cassoria. Crerar va quedar fascinat per la caravana de Simonds, que va anomenar "casa de casa", i va enviar un altre oficial a prendre les seves mesures sense informar a Simonds, que va expulsar l'oficial quan el va descobrir passejant per la seva caravana prenent les mesures. Crerar s'havia tornat gelós de Simonds, que havia gaudit d'un major èxit en el camp de batalla i d'una atenció mediàtica com a oficial general comandant (GOC) de la 1a Divisió d'Infanteria i després com a 5a Divisió Blindada a Itàlia del que tenia.
Crerar va intentar expulsar Simonds a causa d'aquest incident, escrivint a Simonds que sentia que els seus "nervis estaven excessivament estressats" i es queixava de la "descàrrega personal" en expulsar el capità de la seva caravana. Crerar va portar l'assumpte al general Montgomery, comandant del Vuitè Exèrcit, però va trobar poc suport. L'11 de desembre de 1943, Crerar va enviar una nota a Montgomery declarant que tenia "una causa seriosa de dubte ... de la idoneïtat de Simonds per a un comandament superior", escrivint que creia que Simonds estava malalt mental, dient que Simonds "sempre havia estat de corda alta ... amb tendència a ser introspectiu més que objectiu, quan es té problemes aguts ". Montgomery va escriure que tenia la "màxima opinió de Simonds" i rebutjava l'afirmació de Crerar que estigués malalt mentalment. Tot i això, Crerar va discutir l'esdeveniment amb psiquiatres de l'exèrcit, el comandant del Primer Exèrcit canadenc, el tinent general Kenneth Stuart, i la postguerra va empènyer per a que Charles Foulkes fos seleccionat com a cap de l'estat major (CGS) sobre Simonds.
L'única batalla de Simonds al comandament de la 5a Divisió va ser l'anomenada "Mostra d'Arielli", una ofensiva llançada el 17 de gener de 1944 contra els punts forts de la 1a Divisió de Paracaigudes alemanys al sud-est del riu Arielli, al centre d'Itàlia. Després de ser derrotada per la 1a Divisió Canadenca a la Batalla d'Ortona el desembre de 1943, la 1a Divisió Paracaigudes s'havia retirat al riu Riccio al nord d'Ortona. Els canadencs van llançaren primer un fort foc d'artilleria al flanc esquerre de la 1a divisió de paracaigudes per permetre que el Regiment de Perth avancés i després al flanc dret per permetre avançar els Cape Breton Highlanders. Com que la primera divisió de paracaigudes estava ben excavada, el fort foc d'artilleria canadenc no va tenir els resultats desitjats i els assalts del Regiment de Perth i els Highlanders van assolir fins a uns 200 metres dels seus objectius abans de ser aturats.
Simonds es mostrava furiós quan es va assabentar que, per estalviar el transport marítim, la seva nova divisió hauria d'agafar equips antics de la veterana 7a Divisió Cuirassada britànica (famosa al desert occidental com a les "Desert Rats"), després a Itàlia però aviat per tornar als Estats Units Regne per participar en l'operació Overlord. Crerar va crear la idea d'utilitzar 3.350 vehicles nous del I Cos per equipar la cinquena divisió blindada canadenca. La divisió no estaria totalment equipada fins a finals de gener de 1944.

### Comandant del cos

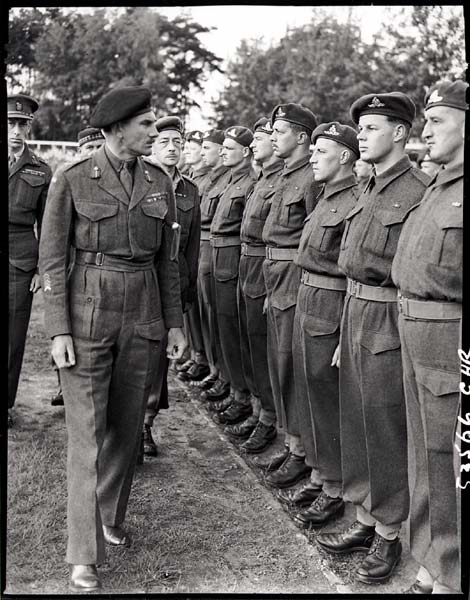
Simonds inspecciona el II Cos canadenc a Meppen, Alemanya, el 31 de maig de 1945.

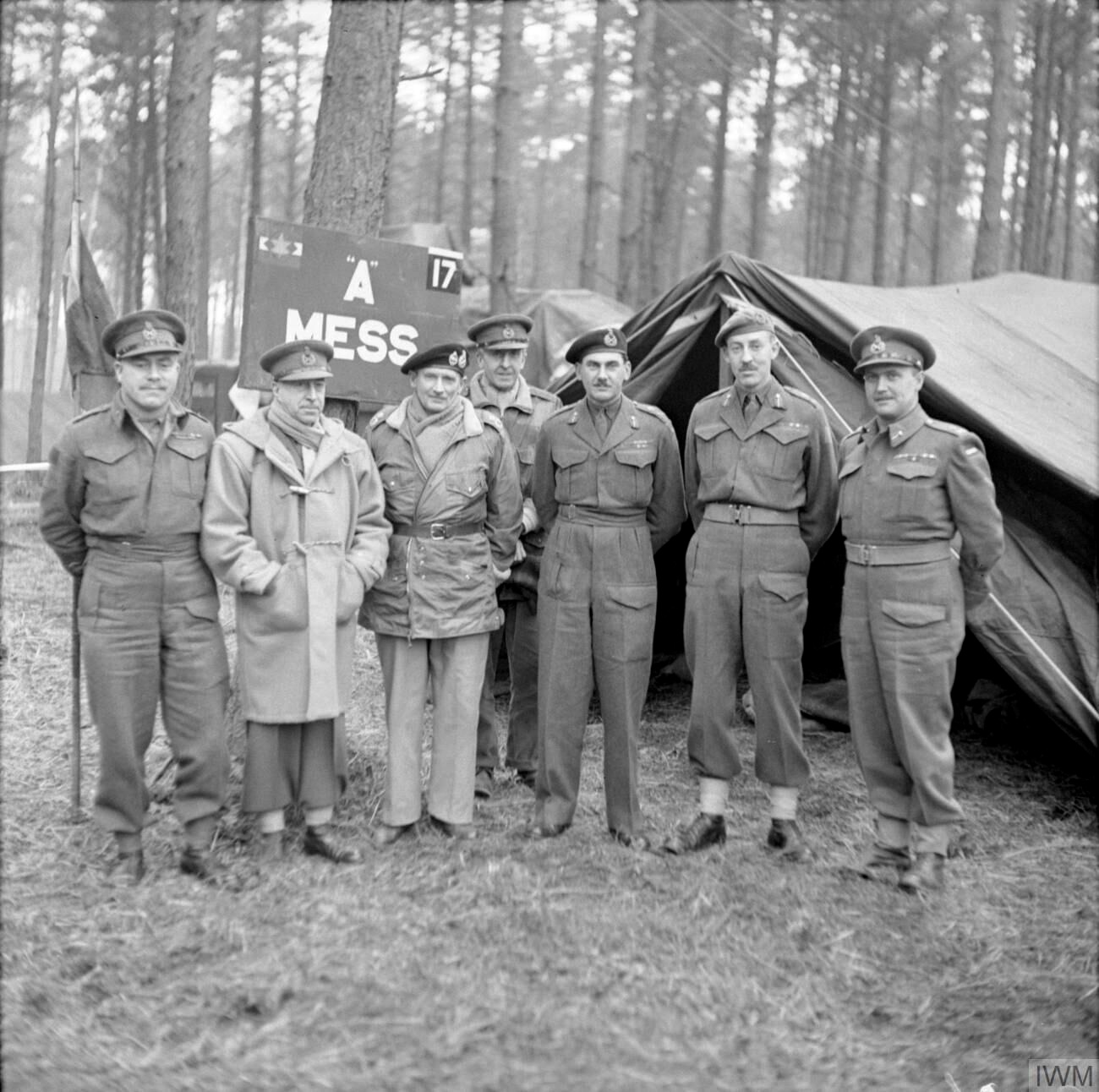
Major general C Vokes (4a Divisió Cuirassada), tinent general H. D. C. Crerar (Comandant d'Exèrcit), Mariscal de camp Sir Bernard L. Montgomery, tinent general B. G. Horrocks (XXX Cos britànic, tinent general G. C. Simonds (II Cos), major general D. C. Spry (3a Divisió d'Infanteria), i major general A. B. Mathews (2a Divisió d'Infanteria).

El gener de 1944 va ser cridat a Regne Unit i va fer oficial general comandant del II Cos canadenc, que va passar a formar part de les tropes que participarien en el desembarcament de Normandia i l'avenç a través de França. A l'edat de quaranta anys, Simonds era el cap de cos més jove de l'Imperi Britànic. Simonds va realitzar nombrosos canvis en el personal: l'enginyer en cap, oficial mèdic i el comandant d'artilleria (CCRA) van ser rellevats, i F. F. Worthington va ser substituït com a comandant de la 4a divisió blindada canadenca. Oficials amb talent com George Kitching, Bruce Matthews i Geoffrey Walsh van ser portats per Simonds d'Itàlia al II Cos. En les seves instruccions als seus oficials al febrer de 1944, Simonds va assenyalar que la Wehrmacht sempre va lluitar les seves batalles defensives de la mateixa manera; és a dir, una sèrie de posicions febles avançades, darrere de les quals hi havia una sèrie de posicions fortament sostingudes que podien llançar foc de metralladora i de morter. Simonds va assenyalar que la Wehrmacht llançaria sempre contraatacs agressius davant d'un atac aliat, afirmant: «"... l'èxit de la batalla ofensiva depèn de la derrota dels contraatacs alemanys, amb prou de les nostres pròpies reserves a mà per llançar una nova fase tan aviat com s'hagi superat la força enemiga. La derrota d'aquests contraatacs. ha de formar part del pla d'atac original que ha d'incloure disposicions per al suport d'artilleria i moviments endavant d'armes de suport d'infanteria, inclosos tancs, a l'objectiu». Com que Simonds s'havia format com a "artiller", l'artilleria va tenir un paper important en la seva planificació per ofensives amb les divisions que atacaven per punts estrets ja que l'artilleria divisional només era capaç de donar suport a una brigada alhora.
Simonds, segons ell mateix admetia, va ser malhumorat, incapaç de tolerar els que considerava ximples, i va tenir una ratxa intensa, que va intentar comprovar mantenint una freda composició glacial. Simonds sempre parlava amb un fort accent anglès, i la seva personalitat no inspirava cap afecte per part dels homes sota el seu comandament que el consideraven com un "fred anglès". Un brigadier canadenc va escriure que Simonds «no era un home que poguessin estimar. Al meu cor sabia, però, que preferiria servir sota el seu tipus que no pas sota un comandant amable, però menys conductor; el primer és molt més probable que guanyi batalles». Simonds va tenir un feu de llarga durada amb el seu company immigrant britànic Charles Foulkes, remuntant-se als seus dies com a estudiants al Staff College on Simonds havia rebut un reconeixement més gran que Foulkes. Tant Foulkes com Simonds eren homes ambiciosos i despietats i, juntament amb el general Harry Crerar, que tenia "una desagradable ratxa pròpia", els tres oficials van ser els més responsables de les decisions de comandament dels canadencs en la campanya de Normandia. Les relacions entre Simonds i el seu oficial comandant, Crerar, eren molt pobres ja que Crerar havia intentat rellevar Simonds com a comandant de la 5a Divisió Canadenca el desembre de 1943 .Tot i això, Simonds era el favorit de Bernard Law Montgomery, que considerava Simonds com el general canadenc amb més talent de tota la guerra, i Montgomery va bloquejar els intents de Crerar de tornar a Simonds al Canadà.
Un cop activat el II Cos, Simonds dirigiria quatre atacs importants durant la batalla de Normandia en cinc setmanes: les operacions Atlàntic (la part canadenca de l'operació Goodwood), Spring, Totalize i Tractable. Després de l'operació Spring, Simonds va intentar retirar a Foulkes com a comandant de la 2a divisió canadenca, escrivint que Foulkes «no tenia les qualitats adequades per comandar la 2a divisió>, però va ser bloquejat per Crerar, que va mantenir a Foulkes per molestar Simonds. A Simonds se li ha criticat sovint la seva confiança en els bombarders pesats per "obrir" un camí per a l'operació Totalitze, però l'historiador canadenc Jody Perrun va argumentar que la marcada inferioritat dels tancs Sherman davant dels Panther i dels Tiger alemanys significaven que Simonds no tenia cap altra opció, llevat d'utilitzar el poder aeri fins i tot les probabilitats, ja que tant els Panthers com els Tigers tenien canons més poderosos i armadures més pesades que els Shermans. Perrun ha carregat que molts historiadors hagin pres per valor nominal les observacions sobre el comandament de Simonds realitzades pel SS- Brigadeführer Kurt "Panzer" Meyer, el comandant de la 12a Divisió Panzer SS Hitlerjugend, que va parlar com si els tancs de Sherman fossin iguals que els tancs Tiger i Panther, i van acusar que els canadencs fossin insuficientment agressius en les operacions blindades i depenien massa del suport aeri. AUn dels principals problemes per a Simonds era que les seves tripulacions eren tan resistents a enfrontar-se als Panthers i als Tigers a camp oberta, ja que els seus canons no podien colpejar cap tipus de tanc, excepte a poca distància, mentre que els canons dels Panthers i dels Tigers podien colpejar un Sherman a molta distància. Els alemanys van anomenar els Shermans "Ronsons" (un tipus de llum de cigarreta popular a Alemanya), ja que els Shermans lleugerament blindats esclataven en boles de foc amb un impacte; les tripulacions dels Shermans que serien incinerades si el seu tanc era colpejat eren comprensiblement prudents quan s'enfrontaven als Tigers i als Panthers. Perrun va argumentar que les afirmacions de Meyer que Simonds mancava d'agressivitat no van tenir en compte les debilitats dels tancs de Sherman, i Simonds va dissenyar les seves operacions amb l'objectiu de contrarestar els defectes dels Shermans proporcionant suport aeri i artiller.
Per a Totalize (a partir del 7 d'agost de 1944), que va suposar un atac nocturn, es van idear nombrosos ajuts per a la navegació, juntament amb un suport pesat per als bombarders. Després d'haver après de l'operació Spring, Simonds va idear el "Kangaroo", un transport blindat primerenc convertit a partir de vehicles blindats "Priests" no operatius. Granatstein caracteritza el pla com a "brillant si massa complicat", ja que no explicava la inexperiència de les tropes. Els dos comandants de les divisions blindades encarregats de dirigir l'assalt, George Kitching i Stanisław Maczek es van oposar als plans de Simonds per assaltar un "cop de mà" als fronts estrets, ja que permetia als alemanys concentrar les seves forces per contraatacar, però Simonds va argumentar que un atac de bombarders pesat previst per bombarders nord-americans desorganitzaria prou els alemanys per permetre un gran avenç. Com que l'anglès de Maczek era molt pobre i Simonds no parlava polonès, els dos generals parlaven en francès, que Maczek parlava amb fluïdesa. Simonds insistia que el seu francès no era tan bo i Kitching el traduïa. Kitching després va acusar Simonds de ser millor en francès del que pretenia ja que l'interval de les traduccions li va donar més marge per desenvolupar arguments per desestimar les preocupacions de Maczek.
Durant l'operació Totalize, els bombarders nord-americans que suposadament havien d'atacar les línies alemanyes van realitzar un bombardeig en catifa contra l'artilleria i les zones de reunió del II Cos canadenc, desorganitzant malament l'ofensiva. Mentre que l'ofensiva va ser desballestada pel "foc amic" nord-americà, l'agressiu Meyer va aprofitar la pausa per aturar els avenços tant de la 1a divisió blindada polonesa a St. Aignan i la 4a divisió blindada canadenca a Langannerie. El pla de Simonds per a Totalize exigia que l'artilleria pesada i mitjana canadenca recolzés els tancs canadencs i polonesos a mesura que avançaven, però el bombardeig nord-americà accidental de l'artilleria canadenca havia pres als blindats aliats el foc de suport previst. Simonds, assabentat de la feblesa dels tancs de Sherman, que tenien menys blindatge i menys potència de foc, havia previst que la seva artilleria eliminés els Tigers i els Panthers de Meyer i esperava que els alemanys contraatacessin alhora amb els seus blindats. L'endemà, Simonds va enviar la Força de Worthington, que comprenia un grup de batalla del regiment de la Columbia Britànica i del regiment d'Algonquin, que no obstant va prendre un gir equivocat, i va ser anihilat per Meyer que va enviar els seus Tigers i Panthers contra els Shermans.
Tractable (14 d'agost) va utilitzar una pantalla de fum en un intent de blindar els tancs de les armes antitanc alemanyes. L'historiador canadenc Desmond Morton va escriure que l'operació Tractable hauria d'haver estat un desastre ja que la Wehrmacht havia capturat una còpia del pla d'operacions canadencs la nit anterior, però malgrat això, l'assalt del II Cos sota la coberta de fum va acabar amb els canadencs capturant Falaise el 16 d'agost de 1944. Després, Simonds va tenir la tasca de tancar la "bossa de Falaise" amb la 1a Divisió de blindats polonesos del general Stanisław Maczek i dedicar-se a combats desesperats a Maczuga (Maça) com van anomenar els polonesos la Cota 262 mentre que el Grup B de l'Exèrcit alemany pretenia escapar de Normandia. Tot i que la 1ra divisió polonesa va ser gairebé destruïda diverses vegades a mesura que els alemanys sortien de Normandia, els polonesos a Maczuga i els canadencs a St. Lambert van tancar definitivament la "bossa de Falaise" el 21 d'agost de 1944 Malgrat el seu nom, el II Cos canadenc tenia divisions poloneses i britàniques que operaven sota el comandament de Simonds.
El setembre del 1944, Simonds es va fer càrrec temporalment del Primer Exèrcit canadenc del tinent general Harry Crerar, que es recuperava d'un atac de disenteria, i va dirigir l'alliberament de la desembocadura del riu Escalda. "Per la majoria de comptes, l'assumpció del comandament de Simonds va revifar el quarter general de l'exèrcit; on Crerar va gestionar, Simonds va comandar". Quan Crerar va reprendre el comandament amb el Primer Exèrcit, Simonds va reprendre el seu comandament del II Cos canadenc per a l'alliberament de l'Europa nord-occidental.

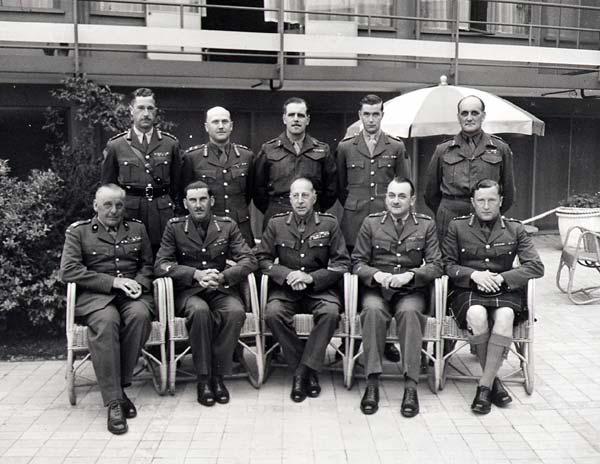
Asseguts, des de l'esquerra:
Stanisław Maczek (exèrcit polonès),
Guy Simonds II Cos Canadenc,
Harry Crerar Primer Exèrcit Canadenc,
Charles Foulkes I Cos Canadenc,
Bert Hoffmeister 5a Divisió Cuirassada Canadenca;
Drets, des de l'esquerra:
Ralph Keefler 3a Divisió d'Infanteria Canadenca;
Bruce Matthews 2a Divisió d'Infanteria Canadenca;
Harry Foster 1a Divisió d'Infanteria Canadenca;
Robert Moncel (per Chris Vokes 4a Divisió Cuirassada Canadenca;
S.B. Rawlins, 49 Divisió d'Infanteria Britànica.

## Exèrcit de postguerra
Simonds va ser "sens dubte profundament ferit" quan va ser obviat i Charles Foulkes va ser escollit com a CGS l'agost de 1945.
Entre 1946–1949 va ser instructor en cap al Imperial Defence College, "un senyal d'honor per a un canadenc". Va tornar al Canadà el 1949 per exercir un càrrec de comandant tant del Col·legi de l'Estat Major de l'Exèrcit canadenc com del Col·legi de Defensa Nacional. El 1951 fou nomenat cap de l'estat major.
El 1950, es creia àmpliament que la invasió de Corea del Nord a Corea del Sud era una distracció per aconseguir que les forces nord-americanes s'atansessin a Corea com a preludi d'una invasió soviètica d'Alemanya Occidental. Quan la Xina va entrar a la guerra de Corea a l'octubre de 1950, es creia que el món estava a la vora de la III Guerra Mundial i el 16 de gener de 1951, el comandant suprem de l'OTAN, el general Eisenhower, va visitar Ottawa per demanar ajuda al Canadà. El primer ministre Louis St. Laurent va acceptar enviar dues divisions canadenques a Alemanya Occidental.Simonds va escriure en aquell moment que, com que el transport marítim no estava disponible per traslladar dues divisions a Europa, els canadencs estaven millor allà abans de començar la III Guerra Mundial.
Simonds va xocar amb Foulkes, el president del Comitè dels caps d'estat major sobre on situar els canadencs a l'Alemanya Occidental. El continentista Foulkes, que volia apropar el Canadà als Estats Units, volia que els canadencs servissin amb les forces de l'exèrcit dels Estats Units al sud d'Alemanya Occidental. Simonds, per contra, va argumentar que per raons històriques, els canadencs haurien de servir amb les forces britàniques del nord d'Alemanya, argumentant que els canadencs lluitarien millor amb ells si l'Exèrcit Roig envairia Alemanya Occidental. Simonds va afirmar que els canadencs havien lluitat juntament amb els britànics successivament en la Guerra Boer, la Primera Guerra Mundial, la Segona Guerra Mundial i la Guerra de Corea i, a més, l'Exèrcit canadenc va ser molt modelat després de l'exèrcit britànic fins a tenir un estil britànic. uniformes i rangs i la mateixa estructura regimental; per totes aquestes raons, Simonds va pensar que situar els canadencs amb els britànics al nord-oest d'Alemanya seria millor. Com que els responsables canadencs havien estat "commocionats pel rendiment americà a Corea", mentre que les forces britàniques que lluitaven a Corea havien lluitat bé, Simonds va guanyar el debat i es va acordar que els canadencs servissin com a part de l'exèrcit britànic del Rin (BAOR), tot i que Foulkes va poder assegurar que les unitats de la Royal Canadian Air Force (RCAF) servissin amb la Força Aèria dels Estats Units (USAF) en lloc de la Royal Air Force (RAF).
Al mateix temps, Simonds va haver de supervisar la creació de l'exèrcit canadenc per als nous compromisos a Alemanya Occidental i per a la Guerra de Corea; el pressupost de la defensa havia augmentat a 1.907 milions de dòlars el 1953, deu vegades el que havia estat el 1947. Del 1950 al 1953, l'exèrcit va passar de tenir 47.000 personal de servei a 104.000. Simonds va parlar de la reclamació per complir els compromisos de l'OTAN, però va ser silenciat pel ministre de Defensa, Brooke Claxton, que el va advertir amb les enquestes que mostraven el 83% dels quebequesos com a contraris a la conscripció que el tema era massa tòxic per a que el govern ho considerés. El 1952 es va obrir el Collège Militaire Royal de Saint Jean per proporcionar formació en francès als candidats a oficials franco-canadencs; anteriorment tots els candidats a oficials estaven formats en anglès al Royal Military College de Kingston. A més del Royal 22è Régiment i el vuitè d'Hussars canadencs, l'exèrcit canadenc als anys cinquanta va fer poc reconeixement al "fet francès", però l'Exèrcit era més obert als francesos-canadencs que a la Royal Canadian Air Force o la Royal Canadian Navy, on l'idioma de comandament era l'anglès. Simonds creia que l'esprit de corps era la clau per mantenir la moral i va sentir que l'orgull regimental de la història i les tradicions era el que va motivar als soldats a lluitar. Per aquest motiu, com a part de l'expansió de l'exèrcit, Simonds tenia regiments de milícies com el Black Watch de Mont-real, el Fort Garry Horse de Winnipeg i la Queen's Own Rifles de Toronto que van assumir regiments regulars en lloc de crear-ne de nous, argumentant les històries i les tradicions d'aquests regiments proporcionarien un orgull regimental més gran als homes que servien en ells del que un nou regiment ho faria. Simonds també va crear un regiment de Guàrdies Canadencs, que s'assemblava molt a la brigada de la Guàrdia a Londres, car també tenien uniformes escarlata i barrets de pell d'os. Morton va escriure que una "ajuda més pràctica a la moral, oposada per Simonds, va ser la decisió de permetre a les famílies unir-se al personal canadenc de serveis a Europa".

## Jubilació i anys posteriors
Després de retirar-se de l'exèrcit canadenc, va treballar per a la companyia d'assegurances Halifax, i per a Toronto Brick and Associates. Va estar actiu a la Royal Life Saving Society of Canada, a la Crida Gurkha, al Cos de Comissaris del Canadà i va ser president del National Ballet of Canada.
Va criticar el govern per cercar vincles més estrets amb els Estats Units i es va oposar a la confiança en armes nuclears, defensant fortes forces convencionals. Simonds va proposar l'ús del subministrament aeri per reduir la vulnerabilitat de les cadenes de subministrament divisionals de l'exèrcit. Escèptic dels defensors de la potència aèria, va preveure l'ús creixent de míssils. Creia en la "integració" de la seu de la defensa, però es va oposar a la "unificació" de les forces armades de Hellyer. Simonds va escriure en aquell moment que cada servei requeria un estil de lideratge distintiu per als oficials; afirmant que per a un pilot sol en el seu avió decidir ell mateix lluitar o fugir davant d'un enemic; per a un oficial de marina que posseïa el rang equivalent com a pilot, la decisió de lluitar o fugir era presa pel capità del seu vaixell; i per a un oficial de l'exèrcit que posseïa el rang equivalent, ja que els oficials de la força aèria i navals havien de decidir per si mateix lluitar o fugir i motivar els homes del seu comandament a fer el mateix. Simonds va concloure que els plans del ministre de Defensa, Paul Hellyer, per unificar els serveis, no funcionarien mai, ja que es basava en el supòsit que realment no hi hagués diferències entre la guerra terrestre, marítima i aèria i que un servei comú pogués gestionar els tres. Al mateix temps, Simonds també es va oposar als plans de Hellyer per "canadencitzar" l'exèrcit rebutjant els uniformes i les files tradicionals d'estil britànic dels tres serveis i va imposar un uniforme d'estil americà i es va classificar a les Forces canadenques unificades, advertint aquest atac sobre les tradicions del l'exèrcit canadenc faria mal a la moral.
Un carrer porta el seu nom a Anvers ("Generaal Simondslaan").
Simonds was honorary colonel of the Royal Regiment of Canada at the time of the regiment's 100th anniversary in October 1962.
Simonds va ser nomenat coronel honorari del Reial Regiment del Canadà en el centenari del regiment a l'octubre de 1962.
Se li va oferir un títol honorífic de RMC, que va declinar, ja que s'havia oposat al programa de grau, temerós que la llarga durada d'instructors civils influiria indegudament en el currículum.
El 29 d'octubre de 1971 se'l va fer company de l'Ordre del Canadà.
Diagnosticat amb càncer de pulmó, va morir a Toronto el 15 de maig de 1974. Va ser enterrat al cementiri Mount Pleasant de Toronto després d'un servei a Grace Church-on-the-Hill.

## Matrimoni
El 17 d'agost de 1932 es va casar amb Katherine "K" Lockhart Taylor, filla d'un empresari de Winnipeg. K era una dona jove amb esperit, que havia pres lliçons de vol, un curs de mecànica del motor i, finalment, ensenyà a Guy a conduir. Com a subaltern, Simonds va haver de demanar permís especial per casar-se. Van tenir una filla, Ruth, nascuda a Anglaterra el juny de 1933, i un fill Charles, nascut a Kingston el 1934.
Mentre que a l'estranger a la Segona Guerra Mundial, Simonds va tenir una aventura, que K va descobrir posteriorment a Anglaterra el 1946. Es van separar poc després.
Poc abans de retirar-se, Simonds va conèixer a Dorothy "Do" Sinclair (la vídua de George Graham "Gus" Sinclair) amb qui es va casar el 16 de gener de 1960.

## Avaluació
Randall Wakelam assegura que «les biografies i memòries canadenques porten dos temes: comandant innovador i de conducció dura; líder fred i poc inspirador». Terry Copp suggereix «una confiança aclaparadora en si mateix i un cert grau de prepotència que no incitava a les expressions de dissens. Simonds no va intentar dirigir-se; només va buscar el comandament». El general dels Estats Units Omar Bradley va anomenar Simonds el "millor dels generals canadencs", mentre que el general britànic Sir Brian Horrocks va descriure Simonds com «un comandant de primera classe amb un cervell més original i ple d'iniciativa».
Al seu llibre "La campanya de Normandia", Victor Brooks enumera Simonds com el comandant a nivell de cossos més efectiu de les Forces Aliades de Normandia. Ell va escriure:
«El comandant del cos entre les unitats que comprenia el Grup 21è Exèrcit que probablement va tenir el major impacte personal a la campanya de Normandia va ser el tinent general Guy Simonds. Aquest oficial superior del II Cos canadenc va crear un dels equips d'infanteria i de tancs més efectius de les forces aliades mitjançant un alt grau d'improvisació durant la conducció de Caen a Falaise. Aquest general era versàtil i imaginatiu, però no va ser capaç de generar l'impuls que s'hauria tancat més completament l'escletxa de Falaise en una data anterior. Malgrat aquest inconvenient, Simonds mereix un crèdit pel seu comandament efectiu.».
Max Hastings afirma: «un dels destacats comandants de cos aliats a Europa, un oficial directe i dur, que va portar imaginació inusual a tots els plans operatius dels quals era responsable».

## Dates de promoció
- Tinent de 2a, exèrcit canadenc: 1926
- Tinent
- Capità certificat, exèrcit canadenc: setembre de 1932
- Capità local : 10 de setembre de 1932 (antiguitat des de l'1 de juliol de 1929)[72]
- Major, exèrcit canadenc: 1936-1937
- Tinent Coronel, exèrcit canadenc
- Coronel, exèrcit canadenc
- Brigadier en funcions, exèrcit canadenc: agost de 1941; definitiu mitjans de juliol de 1942
- Major General, exèrcit canadenc: 20 d'abril de 1943
- Tinent General, exèrcit canadenc: gener de 1944

## Condecoracions
- Company de l'Ordre del Canadà
- Company del Molt Honorable Orde del Bany
- Comandant de l'Orde de l'Imperi Britànic
- Orde del Servei Distingit
- Estrella de 1939-45
- Estrella d'Àfrica
- Estrella d'Itàlia
- Estrella de França i Alemanya
- Medalla de la Defensa
- Medalla canadenca del Servei Voluntari
- Medalla de la Guerra 1939-1945
- Condecoració de les Forces Canadenques
- Creu de plata de l'orde Virtuti Militari (Polònia)
- Comandant de la Legió del Mèrit (EUA)
- Comandant de la Legió d'Honor (França)
- Creu de Guerra 1939-1945 (França)
- Comandant amb palma de l'Orde de Leopold (Bèlgica)
- Creu de Guerra amb Palma (Bèlgica)
- Comandant de l'orde d'Orange-Nassau (Països Baixos)